# 슬리보비츠

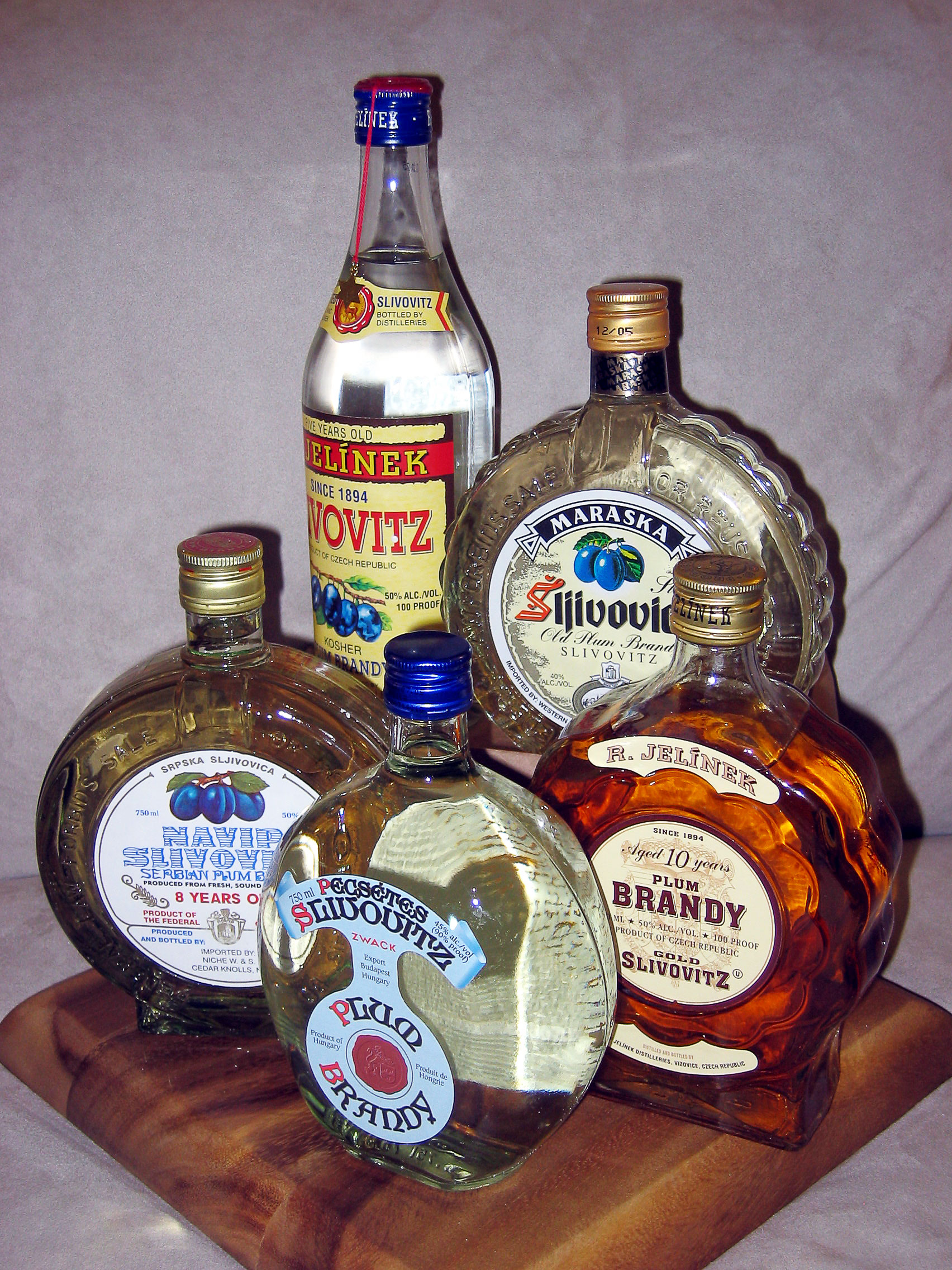
Various bottles of Slivovitz

슬리보비츠(Slivovitz)는 자두를 발효시켜 만든 자두와인을 다시 증류시켜 만든 브랜디로, 과일 브랜디의 일종인 라키야의 한 종류이다.

## 역사
'슬리보비츠'의 어원은 자두를 뜻하는 슬라브어 "slivka/sliva"이다. 슬라보비츠의 정확한 유래는 알려져있지 않지만, 발칸반도, 보스니아, 크로아티아, 세르비아, 모라바, 체코슬로바키아, 헝가리, 불가리아 등지에서 처음 제조된 것으로 추정된다.

## 생산과 소비
슬리보비츠는 중부와 동부 유럽의 슬라브 국가에서 주로 생산되는데, 상업적뿐 아니라 가정 내에서도 비공식적으로 많이 생산된다. 주요한 생산지는, 체코, 슬로바키아, 슬로베니아, 리투아니아, 세르비아, 보스니아 헤르체고비나, 폴란드, 헝가리, 불가리아, 루마니아, 크로아티아와 이탈리아의 트리베네토이다. 슬리보비츠는 이들 국가에서 가장 대중적으로 소비되며, 이들 국가로부터 온 이주민들이 형성한 지역에서는 어디서든지 찾아볼 수 있다. 비슷한 자두 브랜디들이 스위스, 프랑스, 미국, 캐나다에서도 생산되지만, 브랜디, Pflümli나 eau de vie와 같은 이름으로 판매된다.

## 증류 절차
생산 과정에서 자두와 적당한 양의 씨를 먼저 으깨고 압착한 후 전분과 설탕을 넣기도하며, 이 혼합물을 발효시킨다. 이 원액은 증류되면서 리큐어가 되지만, 양질의 제품을 얻기 위해서는 숙성 과정이 필요하다. 슬리보비츠의 좋은 향기는 아몬드의 성분인 아미그달린을 많이 포함하고 있는 자두 씨앗에서 크게 기인한다.

## 같이 보기
- 자두
- 브랜디